# Brian Oliver
Brian Darnell Oliver (Chicago, 1º giugno 1968) è un ex cestista statunitense con cittadinanza italiana per matrimonio dal 2004, professionista nella NBA, in Israele, in Italia e in Grecia.

## Carriera
È stato selezionato dai Philadelphia 76ers al secondo giro del Draft NBA 1990 (32ª scelta assoluta).

## Palmarès

### Squadra
- Coppa Italia di Legadue: 1
 Orlandina: 2005

### Individuale
- McDonald's All-American Game (1986)
- All-CBA First Team (1994)
- All-CBA Second Team (1993)
- CBA All-Defensive First Team (1995)
- Miglior marcatore CBA (1994)
- Miglior marcatore del Campionato Italiano (1997)